# Kalkoven Bosrand

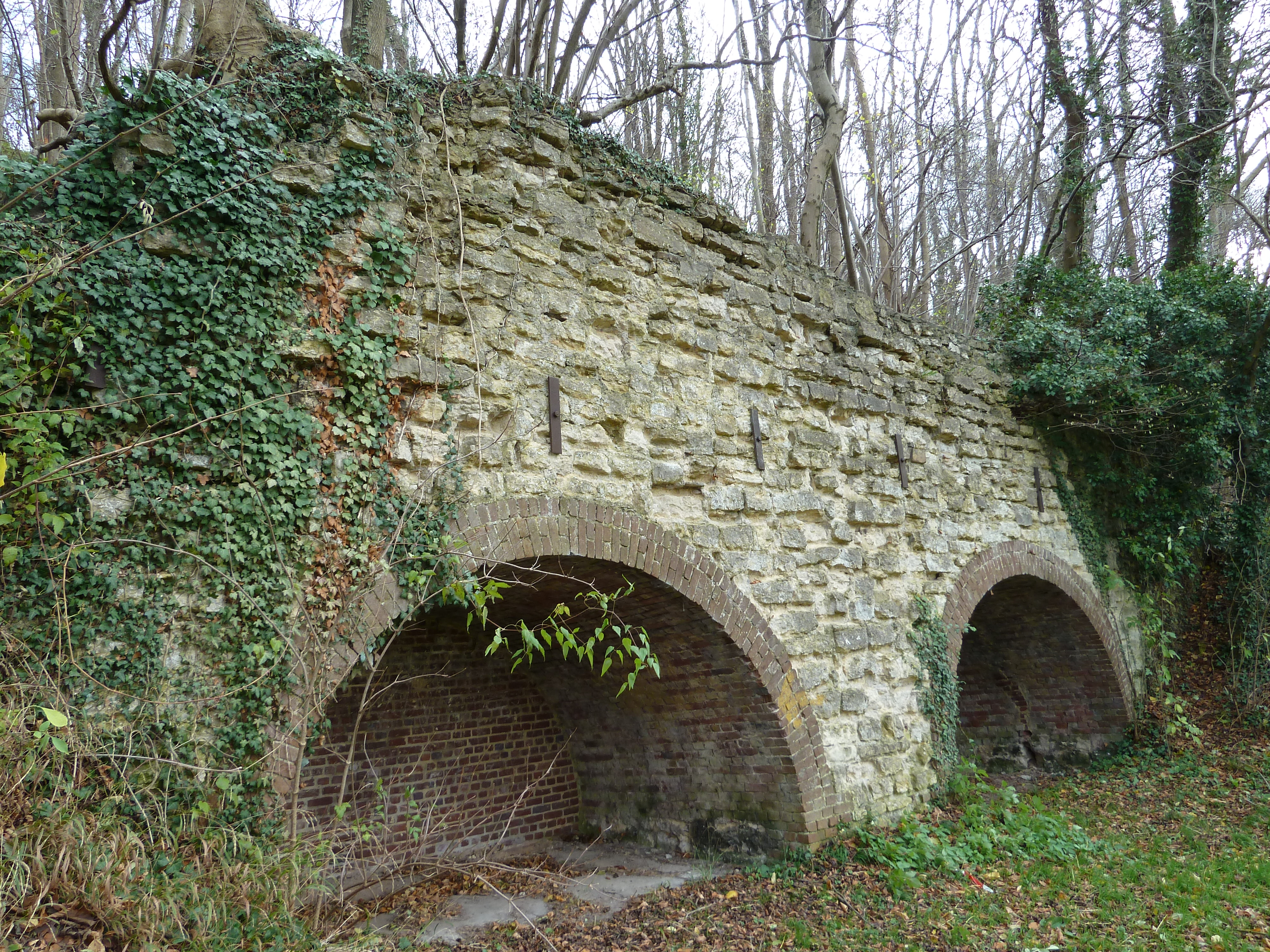
De twee ovenschachten van Kalkoven Bosrand

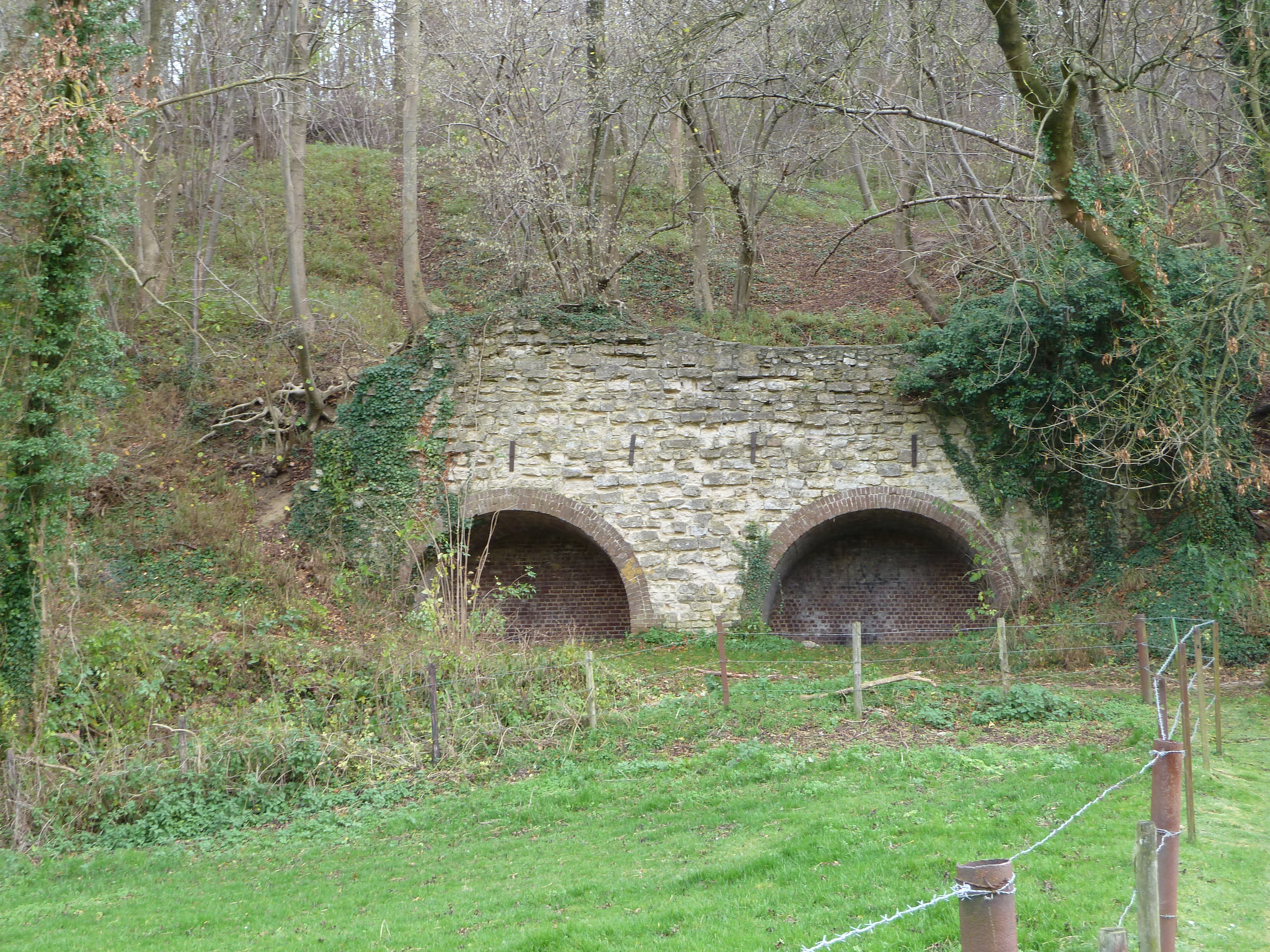

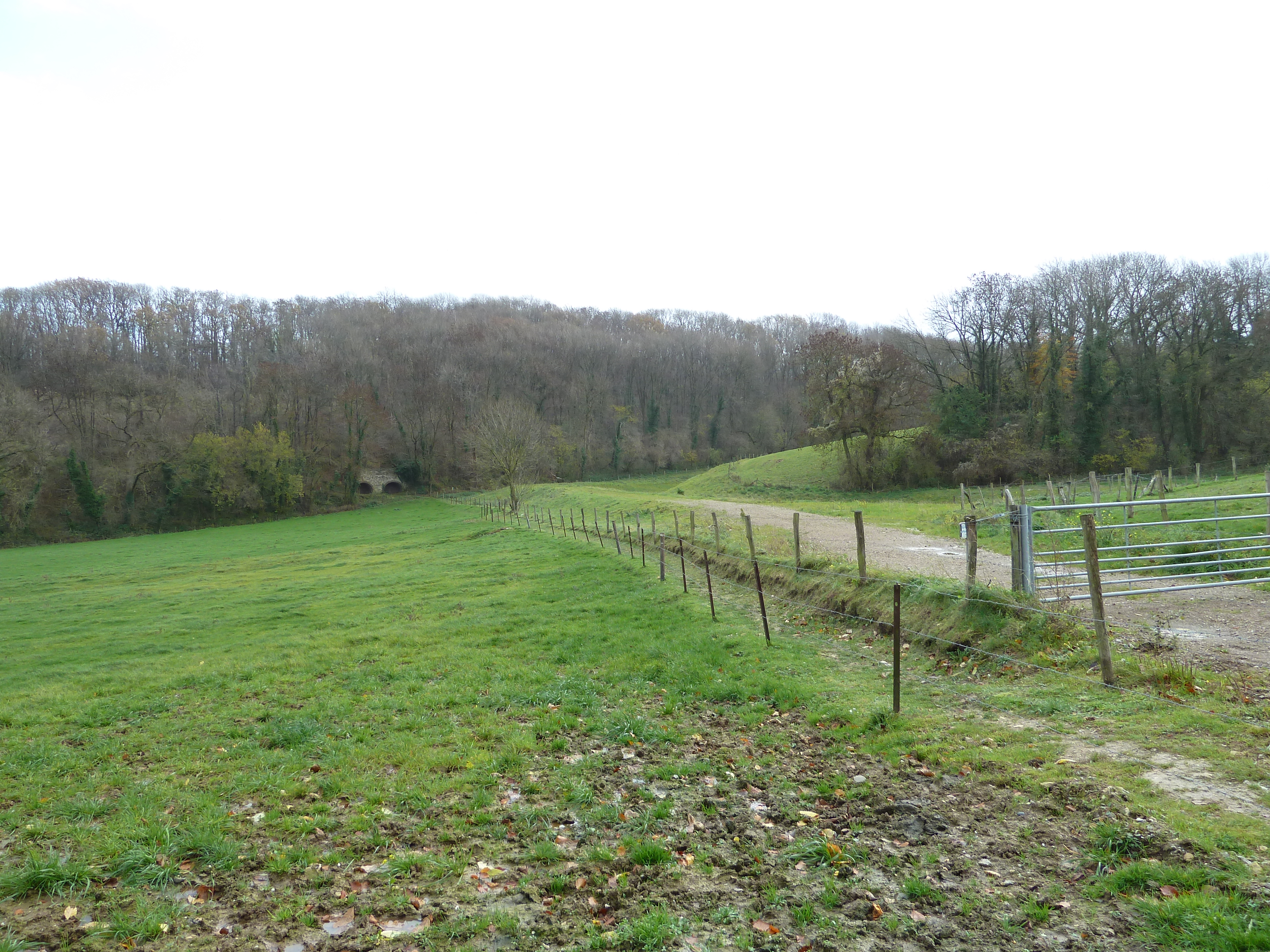

De Kalkoven Bosrand is een kalkoven in Nederlands Zuid-Limburg in de gemeente Simpelveld nabij de gemeentegrens met de gemeente Voerendaal. Het bouwwerk staat ten oosten van Ubachsberg in het Droogdal de Dael aan de westelijke bosrand van het hellingbos op de Putberg aan een wei ten zuidoosten van de Daelsweg, de weg van Ubachsberg naar Welten (Heerlen).
Op ongeveer 550 meter naar het zuidwesten ligt de Kalkoven Sieben, ongeveer 200 meter naar het westen ligt de Kalkoven Kurvers, ongeveer 300 meter naar het noordwesten ligt de Kalkoven Daelsweg en op ongeveer 360 meter naar het noordoosten ligt de Kalkoven Putberg.
Achter de kalkoven ligt in het bos de Groeve Putberg. Op ongeveer 250 meter naar het noorden ligt de Hoeve de Daal. Tussen de kalkoven en de hoeve in lag ook de ondergrondse Groeve de Dael.
Ten zuiden van de kalkoven bevindt zich de enige bron in het gebied, de Putbergbron.

## Kalkoven
De kalkoven heeft twee ovenmonden.